# Mascotte
Mascotte város az Amerikai Egyesült Államok Florida államában, Lake megyében. Lakosainak száma 6609 fő (2020. április 1.).

## Népesség
A település népességének változása:

| 2010 | 5 101 |
| 2020 | 6 609 |